# Jacopo Ferretti
Jacopo Ferretti (Róma, 1784. július 16. – Róma, 1852. március 7.) olasz költő és librettista.

## Életútja
Édesapja vezette be az irodalom világába. Már fiatalon verseket írt, s annak ellenére, hogy harmincéves korától kedve közel harminc éven át a dohányiparban dolgozott, irodalmi tevékenysége rendkívül termékeny volt, s versek mellett operák számára is írt szövegkönyveket a kor legjelentősebb zeneszerzőinek (Gaetano Donizetti, Saverio Mercadante, Giovanni Pacini, Luigi Ricci, Lauro Rossi, Niccolò Antonio Zingarelli stb.). Első sikerét librettistaként 1816-ban aratta Rossini Hamupipőkéjével.

## Művei
- La cenerentola ossia la cova cenere. Dramma giocoso per musica in due atti da rappresentarsi nel civico teatro di Fiume la primavera 1838. Fiume, 1838.
- Chi dura vince. Melodramma giocoso in due atti da rappresentarsi nel teatro civico die Fiume la primavera del 1842. Fiume.

## Magyarul
- Gioacchino Rossini: Hamupipőke; szöveg Jacopo Ferretti, ford. Huszár Klára; Zeneműkiadó, Bp., 1966 (Operaszövegkönyvek)
- Hamupipőke; Gioacchino Antonio Rossini, Jacopo Ferretti alapján Becze Szilvia; Holnap, Bp., 2018 + CD